# John Jacob Rhodes

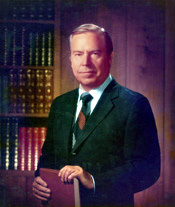
John Jacob Rhodes

John Jacob Rhodes (* 18. September 1916 in Council Grove, Kansas; † 24. August 2003 in Mesa, Arizona) war ein US-amerikanischer Politiker. Zwischen 1953 und 1983 vertrat er den ersten Wahlbezirk des Bundesstaats Arizona im US-Repräsentantenhaus.

## Frühe Jahre
John Jacob Rhodes besuchte die öffentlichen Schulen seiner Heimat in Kansas und anschließend bis 1938 die Kansas State University. Nach einem Jurastudium an der juristischen Fakultät der Harvard University wurde er im Jahr 1941 als Rechtsanwalt zugelassen. Daraufhin begann er in seinem neuen Beruf zu arbeiten. Während des Zweiten Weltkriegs diente er von 1941 bis 1946 in der Flugeinheit der US-Armee. Dabei war er vorwiegend in Arizona stationiert.

## Politischer Aufstieg
Nach dem Krieg beschloss Rhodes, seinen Wohnsitz dauerhaft nach Arizona zu verlegen. Von 1947 bis 1952 war er Rechtsberater der Nationalgarde dieses Staates. Rhodes wurde Mitglied der Republikanischen Partei, deren Republican National Conventions er in den Jahren 1952, 1964 und 1968 als Delegierter besuchte. Zwischen 1951 und 1952 war Rhodes Vorsitzender des Ausschusses für öffentliche Wohlfahrt in Arizona (Public Welfare). Im Jahr 1950 bewarb er sich erfolglos für den Posten des Attorney General von Arizona.

## Rhodes im US-Kongress
Bei den Kongresswahlen des Jahres 1952 wurde Rhodes als erster Republikaner seit der Gründung des Staates Arizona in das US-Repräsentantenhaus gewählt. Nachdem er in den folgenden Jahrzehnten immer wieder in seinem Mandat bestätigt wurde, konnte er das Amt zwischen dem 3. Januar 1953 und dem 3. Januar 1983 dreißig Jahre lang ausüben. In dieser Zeit war er von 1973 bis 1981 der Fraktionsleiter der republikanischen Fraktion, die sich in dieser Zeit in der Minderheit befand, weshalb er der House Minority Leader war. Bekannt wurde er, als er am 7. August 1974 zusammen mit den US-Senatoren Barry Goldwater und Hugh Scott Präsident Richard Nixon mitteilte, dass die Republikanische Partei in der Watergate-Affäre und dem daraus entstandenen Amtsenthebungsverfahren nicht mehr hinter dem Präsidenten stand und ihm den Rücktritt nahelegte, der dann zwei Tage später auch erfolgte.
Während seiner Zeit im Kongress setzte sich Rhodes auch für eine Verbesserung der Wasserversorgung in weiten Teilen Arizonas ein. Im Jahr 1982 verzichtete er auf eine erneute Kandidatur. Sein Sitz fiel an John McCain, der seit 1987 US-Senator für Arizona ist und im Jahr 2008 als republikanischer Präsidentschaftskandidat Barack Obama unterlag.

## Weiterer Lebenslauf
Nach dem Ende seiner Amtszeit in der Bundeshauptstadt Washington zog er sich nach Mesa in den Ruhestand zurück. Im Jahr 2003 erhielt er wenige Tage vor seinem Tod noch einen Verdienstorden für seine Zeit im Kongress. John Rhodes war 61 Jahre lang mit Elizabeth Harvey verheiratet. Das Paar hatte vier Kinder, darunter den Sohn John, der zwischen 1987 und 1993 ebenfalls Abgeordneter im Repräsentantenhaus werden sollte.